# Алфавітний каталог
Алфавітний каталог (АК) — має просту структуру. Бібліографічні записи розташовані в ньому в алфавітному (абетковому) порядку прізвищ авторів і основних назв творів. Таким чином, алфавітний каталог, має змогу інформувати про авторський склад бібліотечного фонду. За допомогою алфавітного каталогу можна навести різноманітні бібліографічні довідки, наприклад, коли і де були видані конкретні книги, скільки примірників є у бібліотеці, відмітка про наявність її на абонементі чи в читальній залі, чи є в бібліотеці певний документ та які твори певного автора є в її фонді.
Якщо книга має одного, двох чи трьох авторів, то бібліографічний запис складений на прізвище першого автора. Бібліографічні записи творів під авторами розставлені в алфавітному порядку авторських прізвищ.
Записи творів авторів з однаковими прізвищами — за алфавітом авторських ініціалів.